# VinFast VF 5
Il VinFast VF 5, chiamata anche VinFast e32, è un'autovettura elettrica prodotta dalla casa automobilistica vietnamita VinFast dal 2023.

## Descrizione
La VF 5 è un crossover SUV elettrico di piccole dimensioni, disegnata da Pininfarina e presentata il 6 gennaio 2022 per la prima volta in forma prototipale al Consumer Electronics Show ed in seguito al Salone di Parigi 2022.
È disponibile solo ed esclusivamente con motore elettrico e trazione anteriore che eroga una potenza di 100 kW (130 CV); ad alimentarla c'è una batteria da 37,23 kWh che garantisce un'autonomia di circa 300 km (NEDC).